# Fontána Vert bois
Fontána Vert bois (francouzsky Fontaine du Vert bois, též Fontaine Saint-Martin) je fontána v Paříži postavená v roce 1712 v klasicistním stylu.

## Umístění
Kašna se nachází ve 3. obvodu na rohu ulic Rue du Vertbois a Rue Saint-Martin. Přiléhá k bývalým městským hradbám Filipa II. Augusta, které tvořily součást kláštera Saint-Martin-des-Champs.

## Historie
Fontána vznikla v roce 1712 z příkazu Ludvíka XIV. podle plánů architekta Pierra Bulleta (1639–1716), který byl rovněž pověřen přestavbou klášterního kostela Saint-Martin-des-Champs. Fontána vznikla v jedné z věží hradeb a sloužila místním obyvatelům pro zásobování vodou.
Během přestavby Paříže řízené baronem Haussmannem se uvažovalo o jejím odstranění, neboť fontána již nedostačovala rostoucí populaci ve čtvrti.
V roce 1876 byla fontána ohrožena demolicí podruhé, ale díky přímluvě Victora Huga byla v roce 1882 restaurována a přenesena na současné místo.
Budovy bývalého kláštera Saint-Martin-des-Champs, jehož byla fontána součástí, byly v roce 1993 prohlášeny za historickou památku.

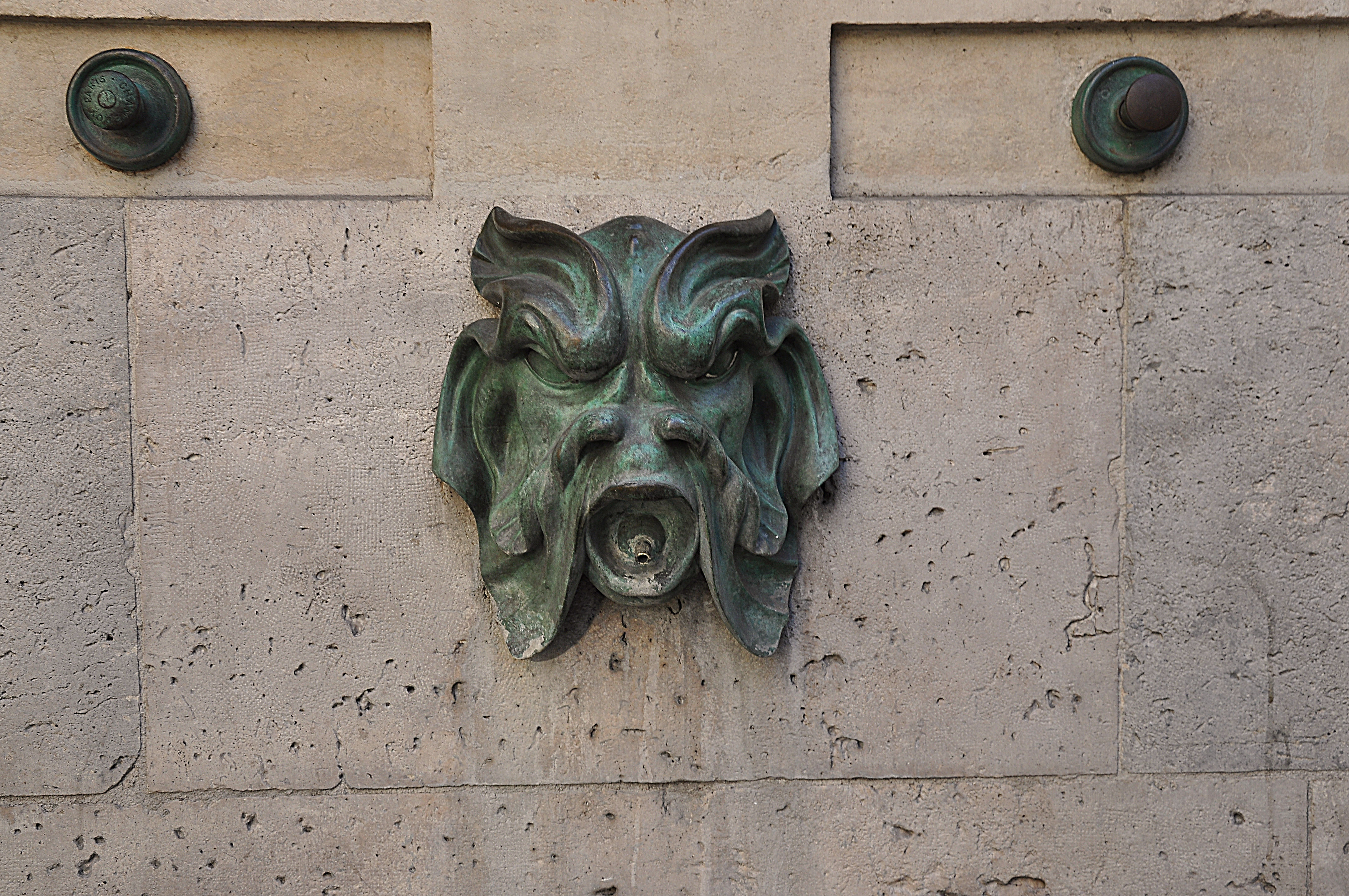
Detail maskaronu

## Popis
Kašna je zakončena velkým frontonem zdobeným okřídlenou kartuší se třemi bourbonskými liliemi. Fronton podpírá dvojice pilastrů s bosáží. Voda vytéká z bronzového maskaronu ve tvaru mořské nestvůry, který je umístěn ve spodní části. Uprostřed kašny se nachází pamětní deska z roku 1882 upomínající na záchranu kašny. Nad deskou se nachází basreliéf představující loď plující na vlnách (znak města Paříže).